# Pla corporal
Un pla corporal és bàsicament la plantilla que determina la configuració del cos d'un organisme. Tant la simetria d'un animal com el seu nombre de segments corporals i d'extremitats són aspectes del seu pla corporal. Un dels principals objectes d'estudi de la biologia del desenvolupament és l'evolució de plans corporals tan diferents com els d'una estrella de mar, una falguera o un mamífer a partir d'una mateixa herència biològica, i més concretament els canvis radicals en els plans corporals al llarg del temps geològic. El pla corporal és un element clau de la morfologia d'un organisme i, des del descobriment de l'ADN, els biòlegs del desenvolupament han pogut aprendre molt sobre la manera en què els gens controlen el desenvolupament de caràcters estructurals mitjançant una cascada de processos en què els gens clau produeixen morfogens, substàncies químiques que es difonen pel cos generant un gradient que serveix d'indicador de posició per les cèl·lules, activant altres gens, alguns dels quals produeixen altres morfogens al seu torn. Un descobriment clau fou l'existència de grups de gens de seqüència homeòtica que s'encarreguen de traçar el pla corporal bàsic dels organismes. Els gens de seqüència homeòtica estan considerablement conservats entre espècies tan diverses com la mosca de la fruita i l'ésser humà; el patró segmentat bàsic dels cucs i les mosques de la fruita són l'origen de la columna vertebral segmentada dels humans. El camp de la biologia evolutiva del desenvolupament, que estudia la genètica de la morfologia en profunditat, s'està expandint ràpidament. Moltes de les cascades genètiques desenvolupament estan catalogades en gran detall, especialment en la drosòfila.
El pla corporal és la base dels embrancaments. Els animals poden tenir 35 plans corporals bàsics diferents, cadascun dels quals correspon a un embrancament.